# Bulbostylis moggii
Bulbostylis moggii är en halvgräsart som beskrevs av Selmar Schönland och William Bertram Turrill. Bulbostylis moggii ingår i släktet Bulbostylis och familjen halvgräs.
Artens utbredningsområde är Botswana. Inga underarter finns listade i Catalogue of Life.